# Drago de Gáldar
El Drago de Gáldar es un ejemplar de drago (Dracaena draco) situado en el municipio de Gáldar, en Gran Canaria, cuya antigüedad data de 1718, lo que hace que esté considerado como el más antiguo de la isla. Está ubicado en el patio de las Casas Consistoriales de Gáldar que conforma, junto con la Iglesia Matriz de Santiago de Los Caballeros, el Conjunto Histórico-Artístico de la Plaza de Santiago desde 1981. Cuenta con un perímetro de 2,5 metros y una altura de 8,5 metros de altura.

## Edad
El Drago de Gáldar, ubicado en el patio de las antiguas Casas Consistoriales, fue plantado en este lugar en el año 1718, medio siglo antes de que empezaran las obras de construcción de la iglesia de Santiago de Gáldar. Se trata, por tanto, del más antiguo de la isla de Gran Canaria.
La datación de la edad del árbol se basa en el documento histórico del Archivo municipal sobre la adquisición del terreno para la construcción de las Casas Consistoriales fechada en 1718, en la que se hacía referencia la presencia en el terreno de “vides y de un drago”.
A finales del siglo XX, el árbol sufrió una debilidad en su crecimiento vegetativo por lo que se solicitó la ayuda de especialistas, entre ellos, el ecologista y perito agrícola Jaime O'Shanahan, quien detectó que el problema se localizaba en la imposibilidad del árbol para generar nuevas raíces. Para solucionarlo se recubrió el tronco con sustrato poroso de origen volcánico, lo que ayudó a regenerar y recuperar el árbol.
En 2016 fue sometido a un proceso de tratamiento y recuperación impulsado por las concejalías de Parques y Jardines y Patrimonio Histórico del Ayuntamiento de Gáldar ya que había sido atacado por una plaga de lapilla (Aonidiella tinerfensis) que había mermado el 40% la masa foliar del drago, un trabajo de recuperación que se dio por finalizado con éxito en 2019.
Según se recoge en su ficha técnica, el Drago de Gáldar solo ha florecido en 5 o 6 ocasiones en los últimos 77 años, de lo que se puede deducir que ha contado con una floración cada 14 años de media.

## Árbol singular
El Drago de Gáldar está catalogado como árbol singular por su antigüedad dentro del catálogo elaborado por el Cabildo Insular de Gran Canaria. De este catálogo base formaron parte un total de 85 árboles de la isla considerados como singulares por su porte, belleza, interés científico y paisajístico o por su antigüedad.

## Usos de la resina o sangre de drago
Las numerosas cicatrices que presenta el tronco del Drago de Gáldar son una muestra de las veces que le ha sido extraído su resina, denominada sangre de Drago, y que es utilizada tanto para usos medicinales como para la elaboración de tintes y barnices. La resina se obtiene practicando incisiones en su tronco que se condensa en coágulos de color rojo, blandos en un principio que posteriormente se endurecen por lo que hay que triturarlos para su uso. Estos coágulos no cuentan con olor ni sabor excepto cuando se queman, que es cuando emanan un perfume parecido al estoraque líquido.
La madera de este drago, de textura esponjosa y liviana, era utilizada por los antiguos pobladores canarios para fabricar tambores. Además, se utilizaba las curvas de la parte más dura de las fibras del drago para fabricar rodelas o escudos de armas, que eran decorados con colores.

## Reconocimientos
Con motivo del 300 aniversario de su plantación, el Ayuntamiento de Gáldar dedicó a este símbolo natural de la ciudad la temática de las Fiestas Mayores de Santiago en el año 2018.

## El Drago en el arte y la literatura
El Drago de Gáldar ha formado parte de la historia de la ciudad de Gáldar. Ejemplo de ello son las múltiples inscripciones y dibujos con las que cuenta su corteza, una práctica en la actualidad totalmente prohibida.

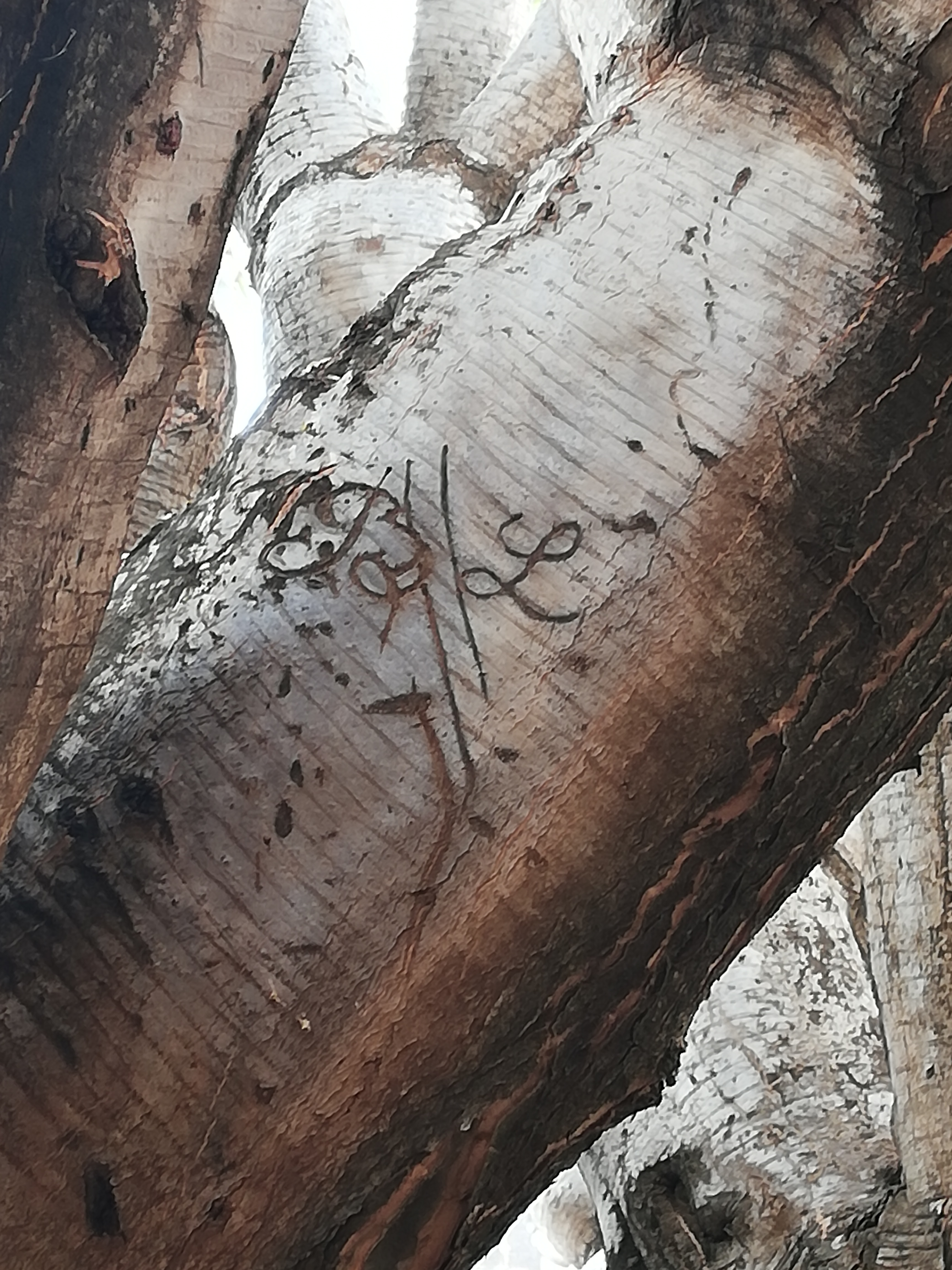
Juan Borges Linares dejó su firma en la corteza del Drago de Gáldar.

Entre estas huellas, se puede ver la de uno de los artistas natural de Gáldar de mayor reconocimiento internacional como es escultor Juan Borges Linares. 
Además, el drago ha sido objeto de una amplia producción poética a cargo de escritores como el poeta y Archivero municipal de Gáldar, Sebastián Monzón Suárez; el Premio Canarias de Literatura 2018, Ángel Sánchez, o el poeta alicantino, Carlos Sahagún.

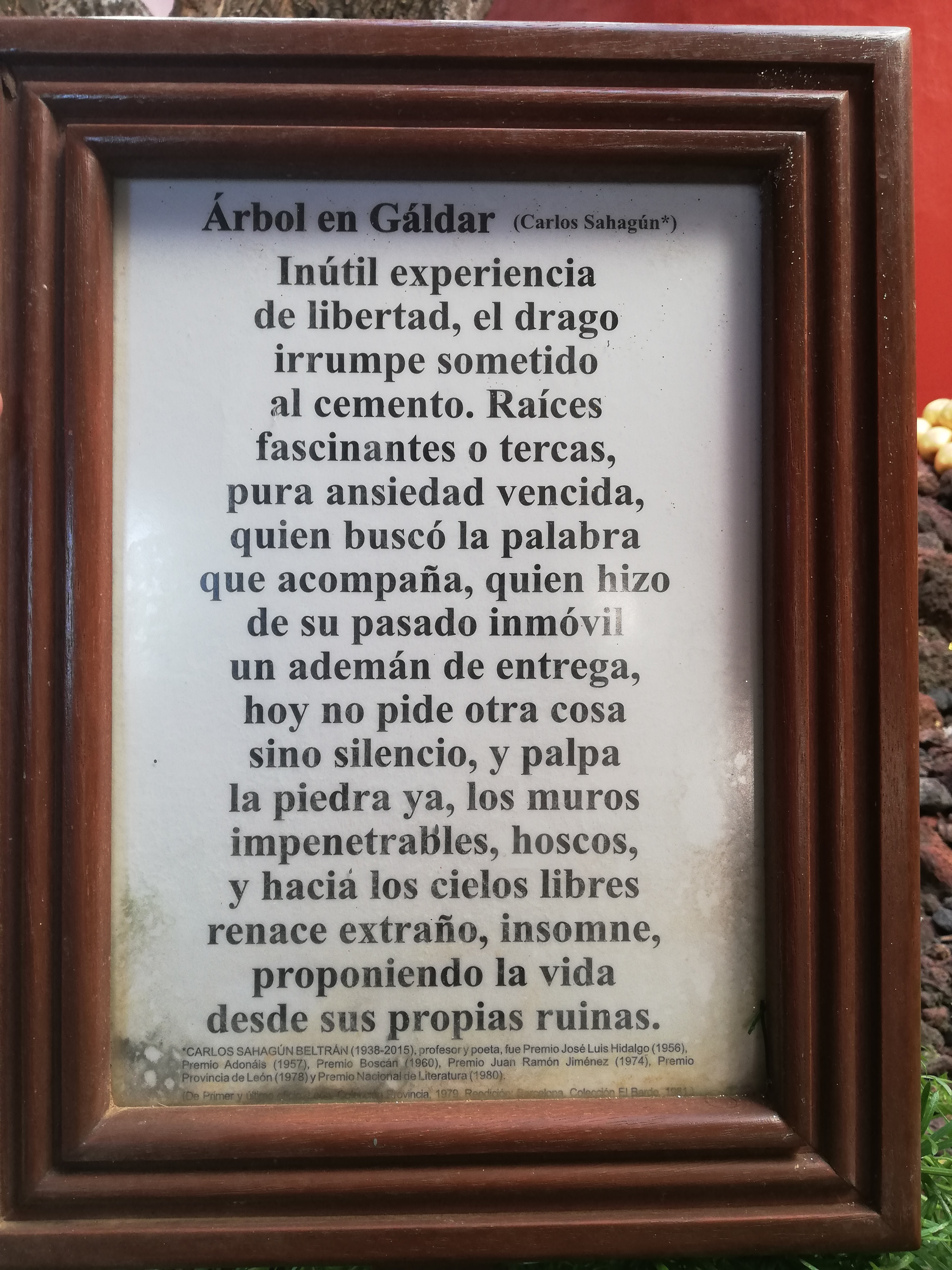
Texto del poema 'El árbol en Gáldar' de Carlos Sahagún.

### La leyenda de la Vieja Regañona

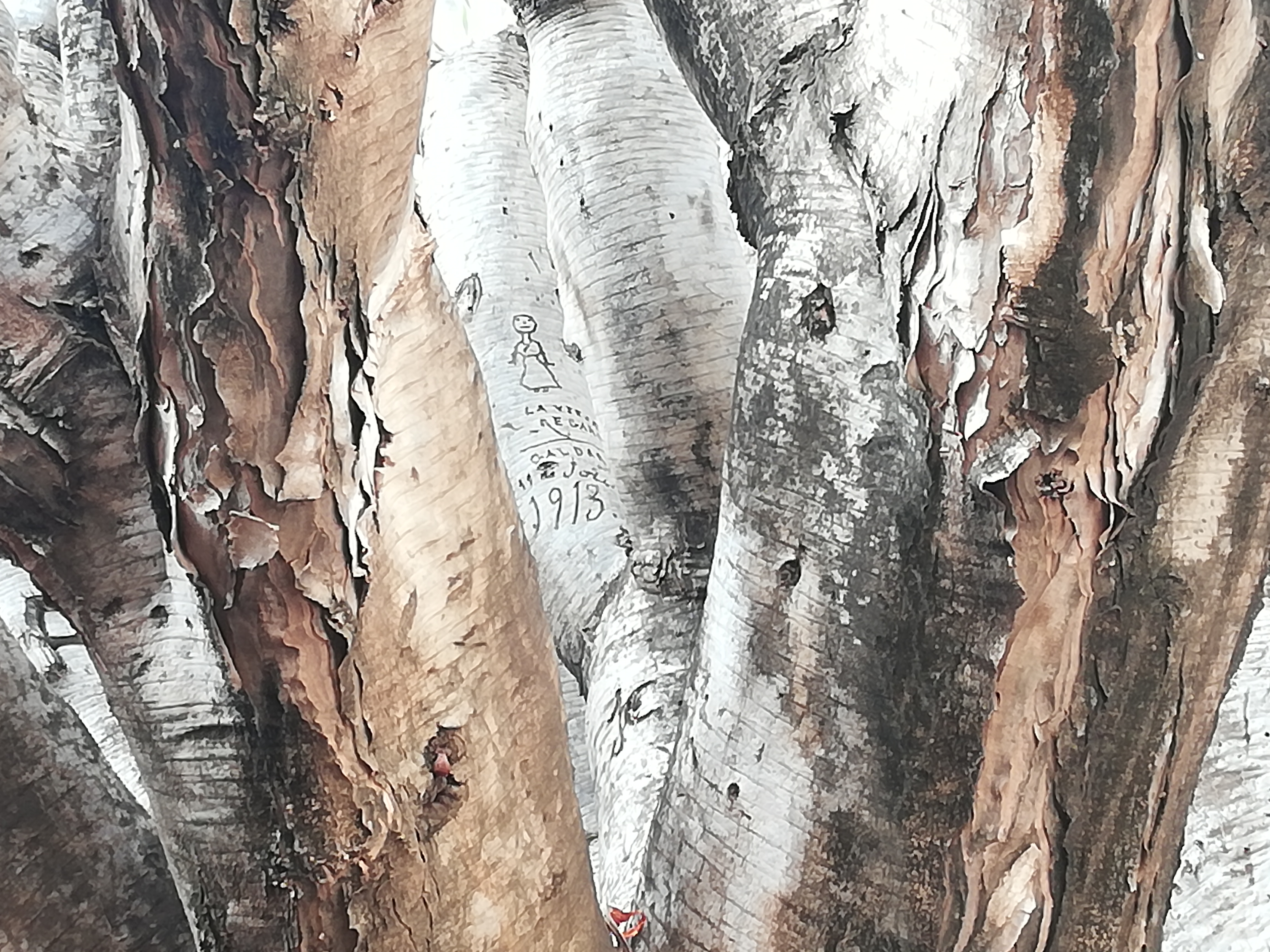
Detalle de la Vieja Regañona.

En torno al drago galdense se encuentra, además, una curiosa historia: la leyenda de la Vieja Regañona. Según cuenta la leyenda, la Vieja Regañona en realidad se llamaba Catalina, una niña que fue obligada a casarse, sin embargo, escapó y terminó refugiándose en un convento. Siendo ya adulta se convirtió en yerbera, pero tenía fama de contar con muy mal humor por lo que era conocida como la Vieja Regañona. Relata el cuento que la Vieja Regañona utilizaba la sangre del drago para hacer sus ungüentos y medicinas que utilizaba para aliviar las enfermedades de la vecindad, lo que le provocó serios enfrentamientos con el cura y el boticario del lugar, que amenazaron con talar el árbol, pero la Vieja Regañona no lo permitió, desapareciendo de la localidad el día en que encontraron al boticario muerto al pie del árbol. Aunque son solo leyendas, lo que sí es cierto que entre las cicatrices del Drago de Gáldar hay una que reza: 'Vieja Regañona, 13 de julio de 1913', acompañado por el dibujo de lo que podría ser una bruja.
Con el fin de recoger para la historia de la ciudad esta leyenda, la Academia municipal de Dibujo y Pintura Josefa Medina de Gáldar regaló a la Oficina de Turismo un cuadro que recrea el dibujo infantil citado. Además, como trabajo final del curso y con la celebración del 300 aniversario de su plantación, la citada Academia realizó una exposición de pinturas, acompañados por textos de escritores y poetas de la ciudad, en torno a la historia del Drago galdense, que fue inaugurada en junio de 2018 en la Sala Sabor de las Casas Consistoriales.

## Galería

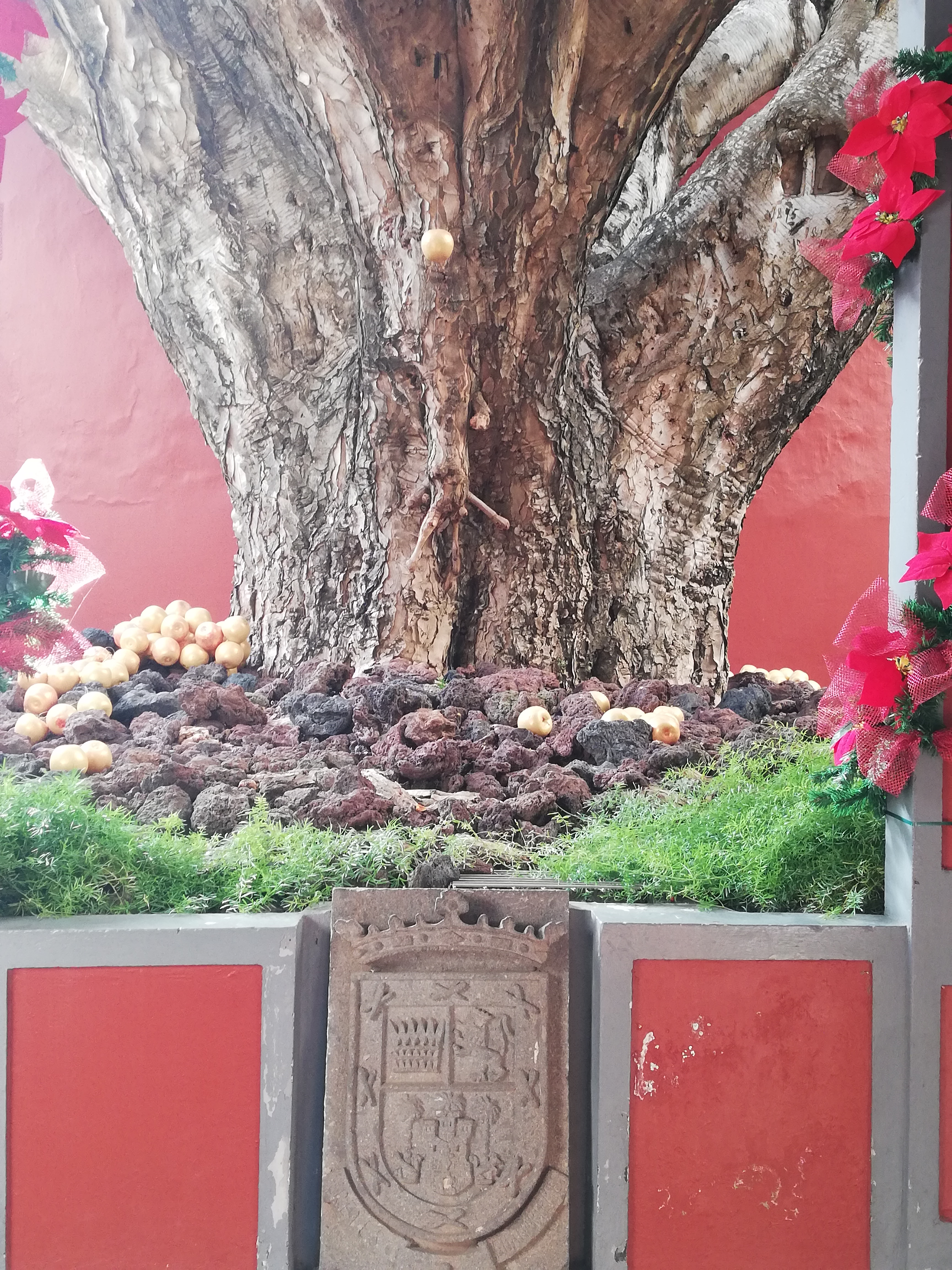
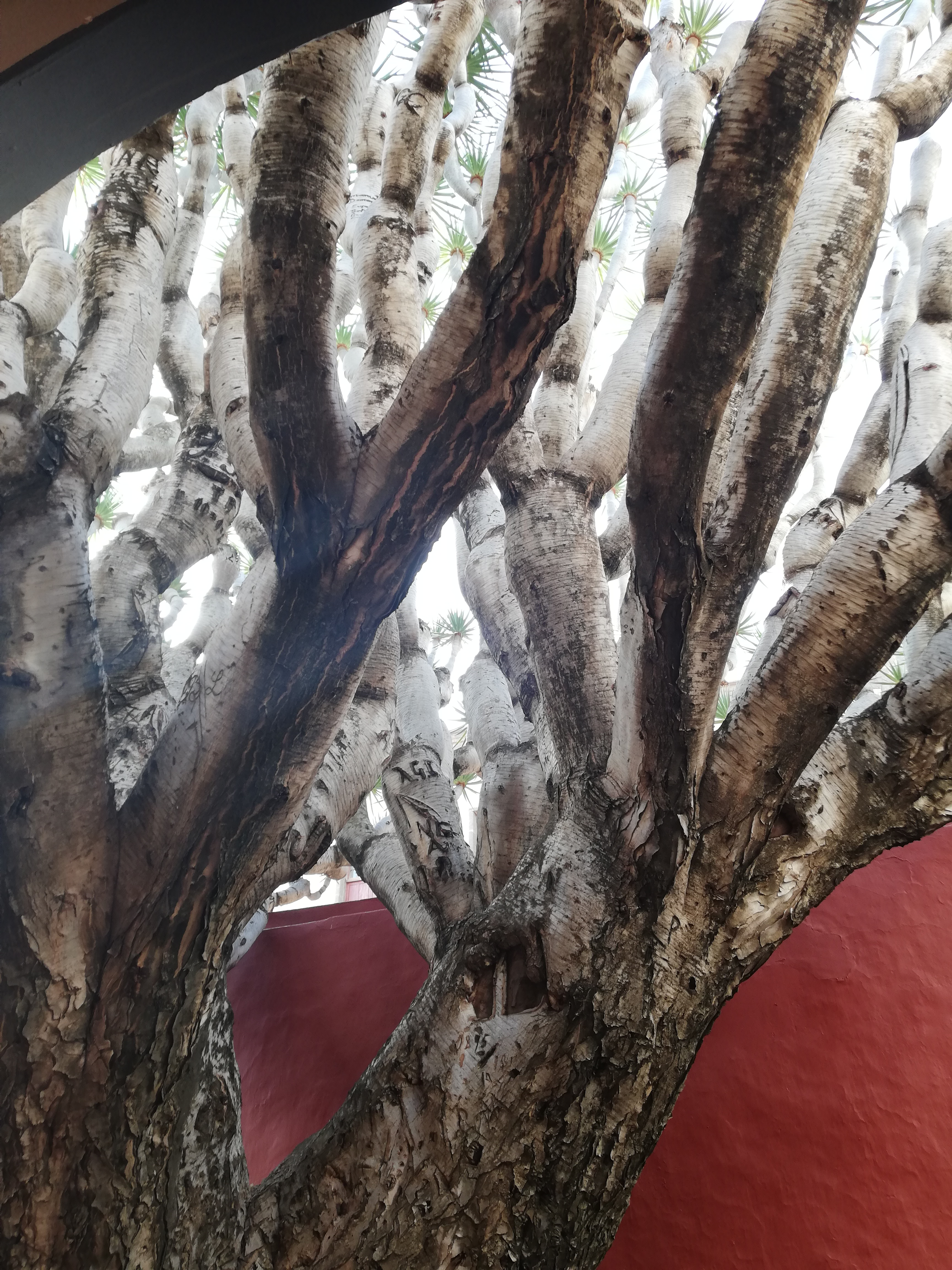
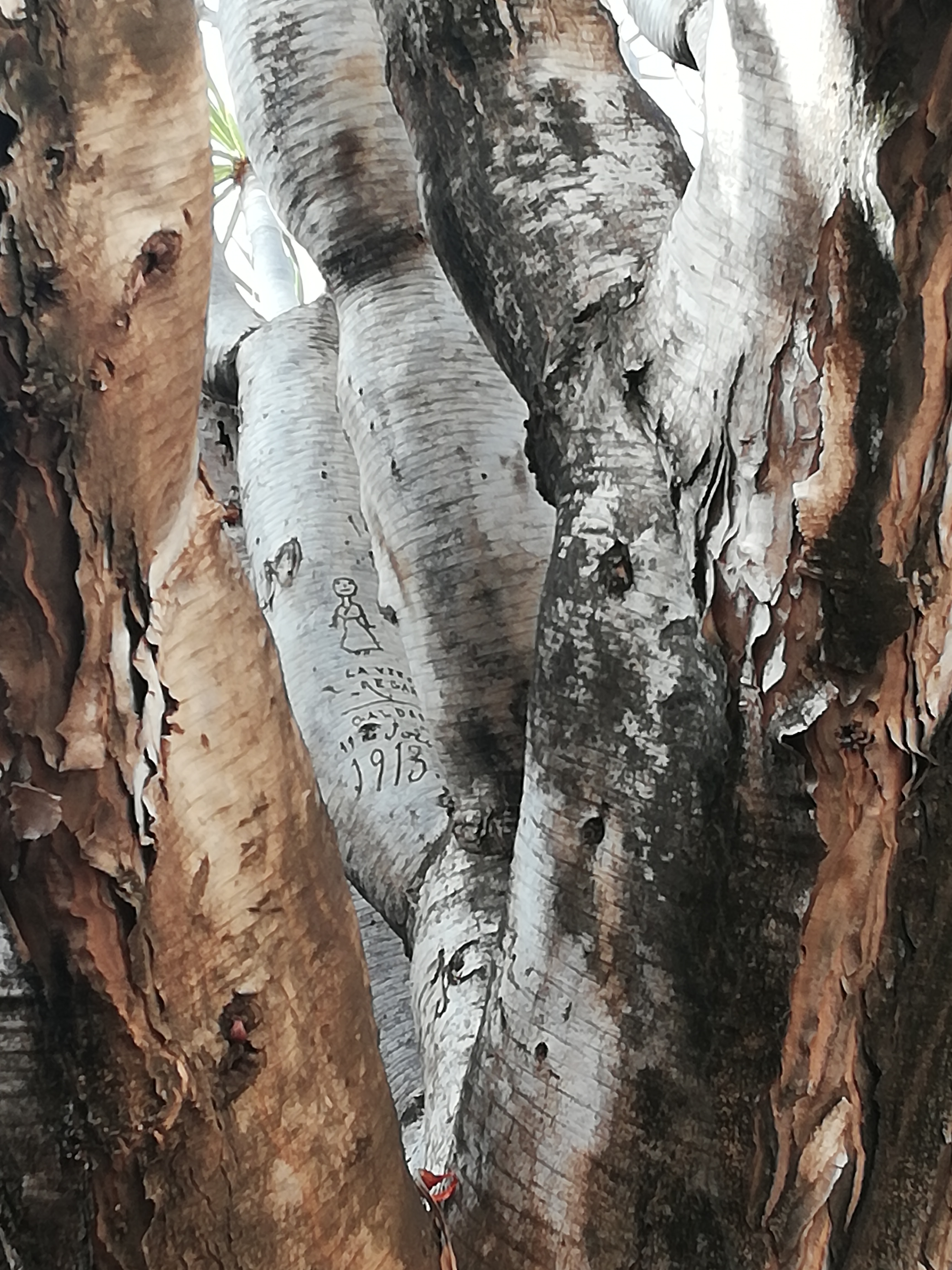
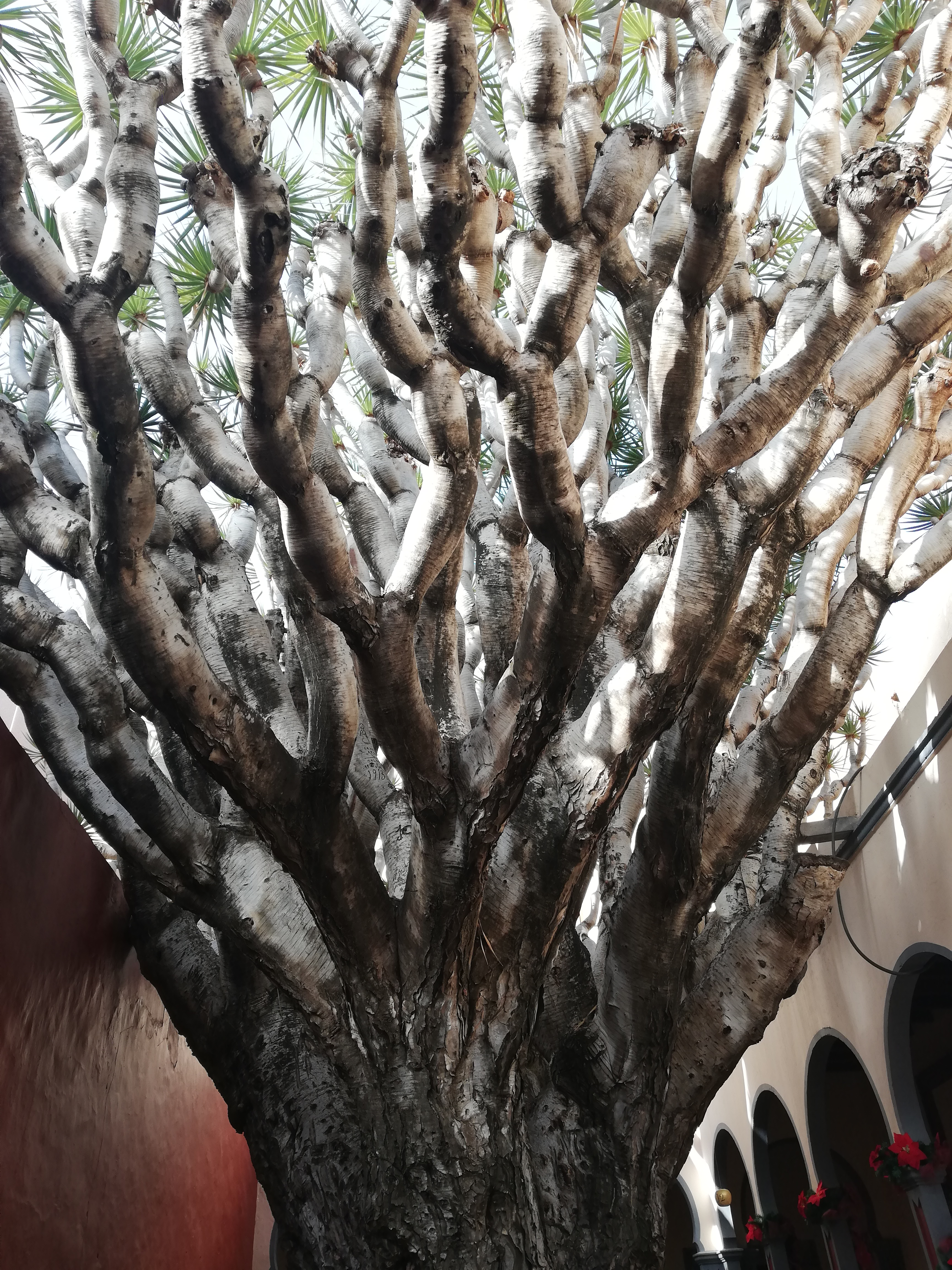
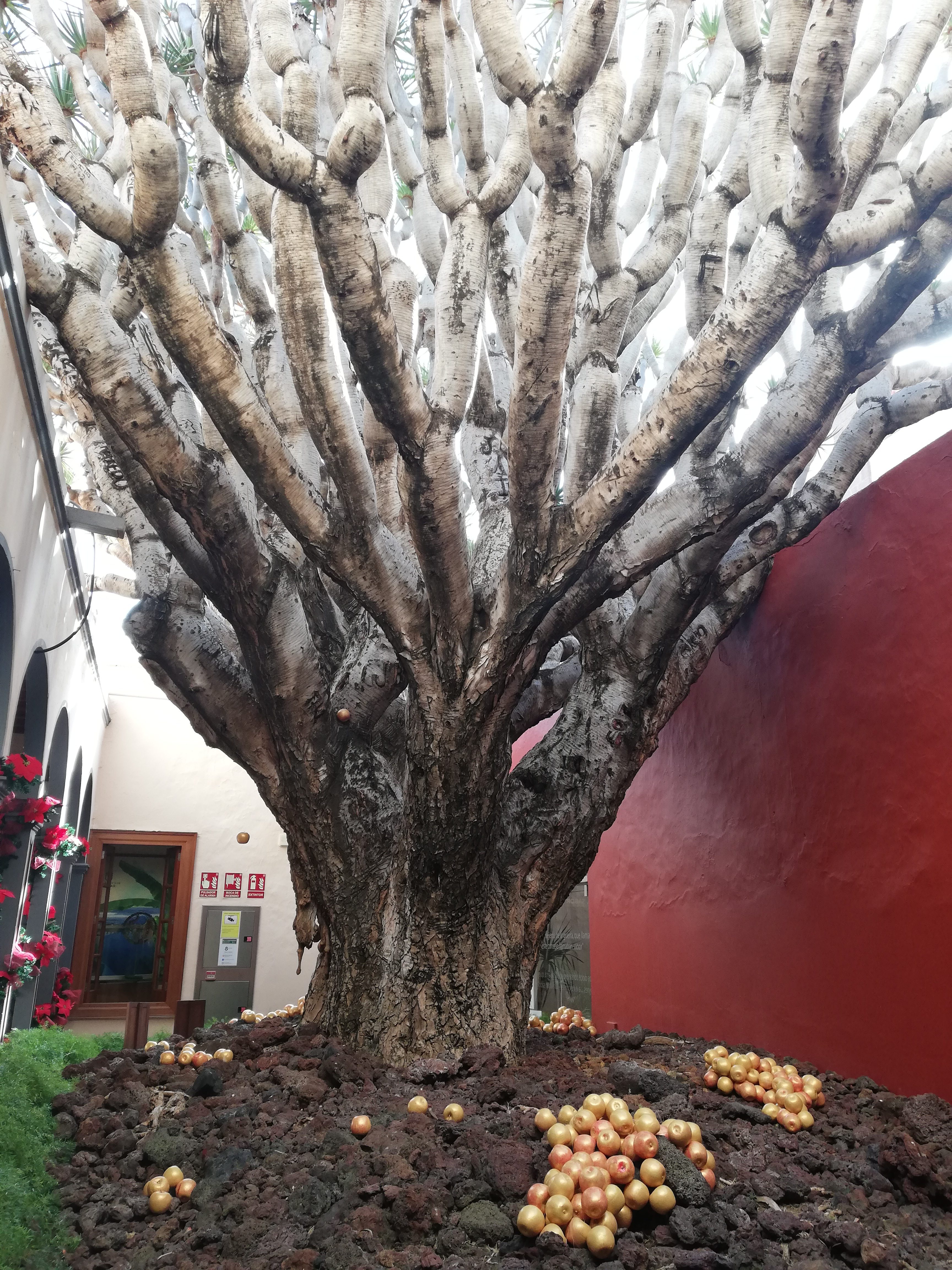